# Festival international du film de Moscou 1989
Le 16e festival international du film de Moscou a lieu du 7 au 18 juillet 1989. Le St. George d'or est attribué au film italien Le Voleur de savonnettes de Maurizio Nichetti.

## Jury
- Andrzej Wajda (Pologne – président du jury)
- George Gund (États-Unis)
- Emir Kusturica (Yougoslavie)
- Jiří Menzel (Tchécoslovaquie)
- Ibrahim Moussa (Italie)
- Aparna Sen (Inde)
- Jos Stelling (Pays-Bas)
- Kora Tsereteli (URSS)
- Zhang Yimou (Chine)

## Films en compétition
Les films suivants sont sélectionnés pour la compétition principale :
| Titre anglais ou français     | Titre original             | Réalisateur(s)           | Pays d'origine                                 |
| ----------------------------- | -------------------------- | ------------------------ | ---------------------------------------------- |
| Ariel                         |                            | Aki Kaurismäki           | Finlande                                       |
| Viens, viens, viens plus haut | Aje aje bara aje           | Im Kwon-taek             | Corée du Sud                                   |
| Stan posiadania               |                            | Krzysztof Zanussi        | Pologne                                        |
| L'Horoscope de Jésus-Christ   | Jézus Krisztus horoszkópja | Miklós Jancsó            | Hongrie                                        |
| Grand Cinema                  |                            | Hassan Hedayat           | Iran                                           |
| Lawa                          |                            | Tadeusz Konwicki         | Pologne                                        |
| Les Désincarnés               | Ijin-tachi to no natsu     | Nobuhiko Ōbayashi        | Japon                                          |
| Le Visiteur du musée          | Posetitel muzeya           | Konstantine Lopouchanski | Union soviétique, Suisse, Allemagne de l'Ouest |
| Le Voleur de savonnettes      | Ladri di saponette         | Maurizio Nichetti        | Italie                                         |
| La Fille de 15 ans            |                            | Jacques Doillon          | France                                         |
| L'Arc-en ciel                 | The Rainbow                | Ken Russell              | Grande-Bretagne                                |
| Hu guang                      |                            | Zhang Junzhao            | Chine                                          |
| Follow Me                     |                            | Maria Knilli             | Allemagne de l'Ouest                           |
| Voyageur malgré lui           | The Accidental Tourist     | Lawrence Kasdan          | États-unis                                     |
| Tako se kalio čelik           |                            | Želimir Žilnik           | Yougoslavie                                    |
| Kopytem sem, kopytem tam      |                            | Věra Chytilová           | Tchécoslovaquie                                |
| Mensonges pieux               | Mentiras piadosas          | Arturo Ripstein          | Mexique                                        |
| Ironweed                      |                            | Héctor Babenco           | États-Unis                                     |
| Nunca estuve en Viena         |                            | Antonio Larreta          | Argentine                                      |
| Jadup et Boel                 | Jadup und Boel             | Rainer Simon             | Allemagne de l'Est                             |

## Prix
- St. George d'or : Le Voleur de savonnettes de Maurizio Nichetti
- St. George d'argent : Le Visiteur du musée de Konstantine Lopouchanski
- St. George de bronze :
  - Acteur : Turo Pajala pour Ariel
  - Actrice : Kang Soo-yeon pour Viens, viens, viens plus haut
- Prix FIPRESCI : Ariel d'Aki Kaurismäki
- Prix du jury œcuménique : Le Visiteur du musée de Konstantine Lopouchanski
  - Mention spéciale du Prix du jury œcuménique : Stan posiadania de Krzysztof Zanussi

## Source de la traduction
- (en) Cet article est partiellement ou en totalité issu de l’article de Wikipédia en anglais intitulé « 16th Moscow International Film Festival » (voir la liste des auteurs).